# Royal Exhibition Building
Das Royal Exhibition Building ist ein Ausstellungsgebäude in den Carlton Gardens in Melbourne (Australien). Es diente u. a. für die Melbourne International Exhibition, die vom 1. Oktober 1880 bis zum 30. April 1881 stattfand. Das Bauwerk und die Carlton Gardens wurden am 20. Juli 2004 in der Australian National Heritage List eingetragen und gehören seit 2004 zum UNESCO-Welterbe.

## Gebäude
Der Gebäudekomplex war 1880 das größte Gebäude Australiens.
Dem Bauwerk wird eine große Bedeutung als typisches Beispiel der internationalen Ausstellungsbewegung von 1851 bis 1915 zu Teil.

### Architektur
Das Königliche Ausstellungsgebäude wurde durch den Architekten Joseph Reed im viktorianischen Stil errichtet. Dabei ließ er sich von der byzantinischen und romanischen Architektur beeinflussen. Auch floss die italienische Renaissance bei der Kuppel, die der Kuppel des Doms von Florenz sehr ähnelt, mit ein.

### Maße
Der größte Ausstellungsraum im Royal Exhibition Building ist die 152 Meter lange Große Halle, die im Original erhalten ist, mit 7000 Quadratmetern. Die Galerie der Großen Halle im Obergeschoss umfasst 4500 m². Ursprünglich machte die Große Halle aber nur ein Zehntel der gesamten Ausstellungsfläche aus.

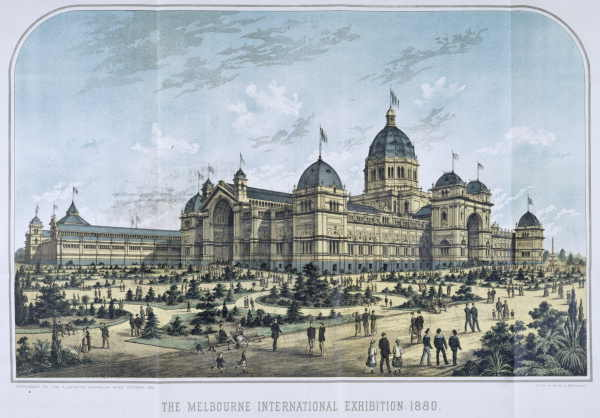
Lithografie des Royal Exhibition Building mit den hinteren Flügeln, die nicht mehr existieren